# Uniunea Sovietică (selecționata de fotbal sub 17)
Echipa sovietică națională de fotbal juniori a fost sub-16 (competițiile continentale) și sub-17 (competițiile mondiale), echipa de fotbal a Uniunii Sovietice. Ea a încetat să existe la destramarea Uniunii.
Ca urmare a realinierea competițiilor de tineret UEFA în 1982, echipa URSS Under-16 a fost format. Concursul a avut loc din 1982. Din 1982 până în 2001, a fost un eveniment Sub-16. Echipa a avut un record bun, câștigarea competiției o dată, ajungând în finală de două ori, dar nu a se califica pentru ultimele șase din 10 ocazii.
Echipa a participat la FIFA U-16 Campionatul Mondial doar o singură dată - în 1987 - după ce a fost calificată de la Europeanul Under-16 campionat ca finalistă. URSS a câștigat într-un meci finala împotriva Nigeriei prin sancțiuni. Echipa a câștigat premiul Fair Play. Yuriy Nikiforov a marcat 5 goluri la turneul final, dar FIFA a primit Gheata de Aur pentru Moussa Traoré deoarece Côte d'Ivoire au marcat mai puține goluri decât URSS.
După dizolvarea URSS (la 26 decembrie 1991), echipa de seniori a jucat meciuri sale rămase, care au fost la finala Euro 92. Datorită faptului că URSS U-16s a avut, până la 26 decembrie nu a reușit deja să se califice pentru versiunea lor a Campionatului European din 1992, fostele state sovietice nu au jucat ca o echipă combinată la nivelul U-17 vreodată din nou.
Dintre fostele state sovietice, doar Rusia a intrat în competiție 1992-1993. Cu toate acestea, echipa rusă U-16 nu trebuie să fie considerată ca o continuare a acestei echipe; un procent mare de jucători echipei au venit din afara Rusiei (Rusia încă a furnizat mai mult). Un total de 15 state foste sovietice joacă fotbal internațional astăzi; 11 în Europa în cadrul UEFA, 4 în Asia sub AFC.

## UEFA U-16 Campionatul record
- 1982: Nu s-au calificat. Pierderea in sferturi de finalisti.
- 1984: Finalistă.
- 1985: Campioană.
- 1986: locul 3.
- 1987:  Finalistă.
- 1988: Nu s-au calificat. A terminat locul 2 în grupa de calificare.
- 1989:stadiul Grupa ". A terminat locul 2 în grupa D.
- 1990: Nu s-a calificat. A terminat locul 2 în grupa de calificare.
- 1991:stadiul Grupa ". A terminat locul 2 în grupa D.
- 1992: Nu s-a calificat. A terminat locul 2 în grupa de calificare ca  CSI.